# مفاعل وحدات صغيرة

الانشطار النووي

مفاعل وحدات صغيرة هي نوع من مفاعل الانشطار النووي أصغر من المفاعلات التقليدية ويتم تصنيعه في محطة للطاقة النووية ونقله إلى موقعه المخصص له.
تسمح المفاعلات ذات الوحدات الصغيرة ببناء أقل في الموقع وزيادة كفائة الاحتواء وزيادة أمان المواد النووية. تم اقتراح المفاعلات ذات الوحدات الصغيرة كوسيلة لتجاوز الحواجز المالية التي ابتليت بها المفاعلات النووية التقليدية.

## التصاميم
توجد العديد من التصميمات الخاصة بـالمفاعلات ذات الوحدات الصغيرة  بدء من الإصدارات المصغرة لتصميمات المفاعل النووي الحالية إلى تصاميم الجيل الرابع الجديدة تماما حيث تم اقتراح كل من مفاعلات النيوترون الحراري ومفاعلات النيوترون السريعة.